# 波德拉謝省
波德拉謝省（波蘭語：województwo podlaskie）是波蘭的一個省，位於該國東北部，東鄰立陶宛和白俄羅斯。面積20,180平方公里。2006年人口為1,221,000人。首府比亞韋斯托克。
1999年由原比亞韋斯托克省、沃姆札省和蘇瓦烏基省一部合併而成。下分17个縣级行政区（3个县级市、14个县），再下分为118个市镇。